# Vestas Wind Systems
Vestas Wind Systems A/S (NASDAQ OMX: VWS) er en dansk fabrikant af vindmøller til fremstilling af elektrisk energi. Virksomheden regnes for at være verdens førende inden for sit felt og den største – målt på antal opstillede enheder. I 2019 havde Vestas opstillet mere end 66.000 vindmøller i over 80 lande fordelt over 5 kontinenter.
Vestas blev grundlagt af Peder Hansen i 1945 under navnet VEstjysk-STålteknik A/S, hvis navn blev forkortet til Vestas. Dengang fremstillede virksomheden hårde hvidevarer, og begyndte at producere landbrugsudstyr.
Under den anden oliekrise i 1970'erne begyndte Vestas at undersøge vindmøllens potentiale som en alternativ, ren energikilde. I 1979 leverede Vestas de første vindmøller. Branchen oplevede et regulært boom i begyndelsen af 1980'erne, men i 1986 blev Vestas tvunget til at gå i betalingsstandsning, fordi markedet i USA kollapsede. Det skyldtes ændringen af en særlig skattelovgivning, der ellers havde sikret fordelagtige forhold for etablering af vindmøller. Vestas har siden da udviklet sig fra en pioner i branchen med en medarbejderstab på omkring 60 personer i 1987 til en global, højteknologisk og markedsførende virksomhed, der beskæftiger mere end 29.000 medarbejdere på verdensplan.
I 1997 gik Vestas på børsen for at få tilført kapital til den fremtidige vækst og udvikling. Det resulterede i, at Vestas blev opkøbt af et hollandsk konsortium med storbanken ABN AMRO i spidsen. To år senere udvidedes aktiekapitalen yderligere. I 2002 takkede Johannes Poulsen af efter næsten femten år som administrerende direktør, og blev erstattet af den hidtidige økonomidirektør Svend Sigaard. Sigaard præsiderede frem til 2005. I disse år blev der ikke blot strammet op i organisationen, men der indledtes også en ny fase i selskabets historie. De første offshore vindmøller blev leveret i 2002 til Horns Rev, men måtte tages ned igen på grund af fejl i transformatorerne. Det illustrerede sårbarheden i forsyningskæden og gav anledning til at øge selvforsyningsgraden i de følgende år. I 2004 blev Vestas fusioneret med en anden dansk vindmølleproducent, NEG Micon A/S. Samme år overtog Siemens den danske vindmølleproducent Bonus Energy i Brande. Globale energigiganter som Siemens og General Electric gik for fuld kraft ind i vindmølleindustrien og indledte konsolideringsbølgen. Samarbejdsvanskeligheder mellem Vestas og NEG Micon førte til et ledelsesskifte, og den 1. maj 2005 tiltrådte Ditlev Engel som administrerende direktør i virksomheden.
En måneds tid efter Engels tiltrædelse offentliggjorde han sin strategi for Vestas for 2005-2008: "The Will to Win". Den omfattede blandt andet en ny vision for Vestas: vind, olie, gas og erklærerede, at vindkraft skal være en energikilde på linje med olie og gas. Vestas lancerede den nye strategi, Nr. 1 inden for moderne energi, i august 2007 for at styrke sin markedsførende position og understrege det faktum, at vindkraft er en energikilde på linje med olie og gas.
Vestas blev yderst hårdt ramt under den økonomiske krise – omkring 5.000 danske medarbejdere i Vestas blev fyret under krisen. Den 21. august 2013 blev adm. direktør Ditlev Engel fyret efter en række år med dårlige resultater. Nuværende direktør er Henrik Andersen, som tiltrådte i august 2019.

## Historie
Vestas' historie strækker sig tilbage til 1898, da H.S. Hansen (1876-1953) etablerede sin første smedevirksomhed i byen Lem i Vestjylland. Han fik succes på grund af sin store idé-rigdom og virkede inspirerende på mange af sine smedesvende, som senere etablerede deres egne foretagender. Det bevirkede, at Lem efterhånden udviklede sig til et kraftcenter for smedehåndværket. I 1928 etablerede han sammen med sønnen Peder Hansen (1906-1992) firmaet Dansk Staalvindue Industri, som fremstillede stålvinduesrammer til industribygninger. På grund af materialemangel lå virksomheden stille under 2. verdenskrig, men sammen med ni kolleger omdannede Peder Hansen i 1945 familiefirmaet til et aktieselskab under navnet VEstjysk-STålteknik A/S, der efterfølgende blev forkortet til Vestas. I 1956 startede Vestas en produktion af ladeluftskølere til Burmeister & Wains skibsværft. Allerede i 1959 købte Peder Hansen de øvrige aktionærer ud og blev eneejer. I løbet af 1950'erne og 1960'erne ekspanderede Vestas stærkt. Virksomheden udnyttede landbrugets mekanisering og en stærk international industrialisering og vækst til at udvikle en række metalprodukter til både det danske og internationale marked, specielt landbrugsvogne og hydrauliske kraner til lastbiler. I 1960'erne rundede virksomheden 120 ansatte.
Oliekrisen i 1970'erne gav nye ideer, og man kastede blikket på alternativ energi i form af vindmøller. Den første mølle fra fabrikken kom på markedet i 1979. I 1979-80 havde Vestas ordrer på i alt 36 vindmøller. Fremtiden tegnede lyst, da man kom ind på markedet i blandt andet USA, men i oktober 1986 måtte Vestas gå i betalingsstandsning, da de særlige skattelove der gjorde det attraktivt at bygge vindmøller i Californien bortfaldt, hvilket trak tæppet væk under Vestas. Kreditorerne havde over 100 mio. kr. til gode, og Finn Hansen blev koblet ud af Vestas. Store dele af produktionen blev frasolgt, og Vestas Wind Systems A/S blev dannet med Johannes Poulsen som administrerende direktør. Johannes Poulsen og ca. 60 ansatte begyndte et nyt kapitel i historien om Vestas, som nu kun ville beskæftige sig med vindenergi.
I 1989 blev de sidste af 100 møller i Vestas' hidtil største møllepark i Danmark sat i drift. Møllerne var serieproducerede og havde pitch-regulering og mikroprocessor, hvilket var gennemgående i flere år fremover. Virksomheden havde for alvor vind i sejlene og havde blandt andet i 1991 en omsætningsfremgang på 35% – samme år som mølle nummer 1.000 fra Vestas blev opstillet på dansk grund. Der var også fremgang på en række udenlandske markeder som Tyskland og Storbritannien, og der blev etableret samarbejde med virksomheder i bl.a. Spanien. Samarbejdet i Spanien kastede i år 2000 den hidtil største enkeltordre af sig, da der skulle bygges 1.800 møller til et spansk energiselskab, og i maj måned samme år stod det nye fabriksanlæg i Nakskov færdig og bestod af i alt 22.000 kvadratmeter til produktion af 32 og 39 meter lange vinger til MW-møller.
I januar 2001 blev Vestas valgt som vindmølleleverandør til det første store offshore-projekt i Nordsøen, Horns Rev Havmøllepark, ud for Esbjerg. Parken blev opført hen over sommeren 2002 og blev verdens hidtil største havvindmøllepark med en kapacitet på 160 MW. Den valgte mølletype var Vestas V80-2,0 MW og den forventede ordre var på ca. 1 mia. kr. I 2001 fik Vestas også deres første kontrakt med olielandet Iran, der bestilte komponenter til 123 vindmøller til en samlet værdi af 200 mio. kr. Dermed fik Vestas et gennembrud i Mellemøsten, hvor der er en voksende interesse for alternativ og miljørigtig energi. Den 1. december 2001 solgte Vestas sin andel i den spanske vindmølleproducent Gamesa Eólica S.A. på grund af strategiske uenigheder mellem de to firmaer, salgspris 2,1 mia. kr.
I april 2002 trådte Johannes Poulsen tilbage som koncernchef og overlod denne post til tidligere økonomidirektør Svend Sigaard. Året efter offentliggjorde Vestas planerne om at fusionere med konkurrenten NEG Micon. Dermed skabtes verdens største vindmølleproducent. Fusionen gav dog problemer, og virksomheden måtte nedjustere kraftigt, lige før Ditlev Engel tiltrådte som ny koncernchef per 1. maj 2005. Siden da har koncernen arbejdet efter den nye strategi "The Will to Win" med en række konkrete finansielle målsætninger.
I 2008 landede omsætningen på godt 6 mia. euro med et overskud efter skat på 511 millioner euro. Ved udgangen af 2008 var der knap 20.000 ansatte i Vestas på verdensplan.
Den 21. august 2013 blev administrerende direktør Ditlev Engel fyret på grund af dårlige resultater og et stort underskud. Svenskeren Anders Runevad overtog posten.
I maj 2017 var omkring 46 pct. ansat inden for produktionen, 41 pct. arbejdede med salg og service, mens de resterende 13 pct. var beskæftiget med udvikling og andre funktioner. I 2017 omsatte Vestas for 74,6 milliarder kroner og fik et nettoresultat på 6,7 milliarder kroner.
I september 2018 havde Vestas cirka 5000 ansatte i Danmark, og i alt cirka 24.300 ansatte i 79 forskellige lande.

## Vestas-aktien
Vestas har passeret 100 milliarder i markedsværdi, og har i de seneste år oplevet en stor interesse for selskabets aktie. I 2007 var Vestas-aktien blandt de mest handlede aktier på Københavns Fondsbørs, og aktiekursen steg fra kurs 242 den 1. januar 2007 til kurs 552 den 31. december 2007. Siden har aktien taget en voldsom rutsjetur, men er nu ved at genvinde det tabte og lå primo maj 2009 omkring 400. Vestas' aktie er i dag en folkeaktie.
Ultimo juni 2013 havde Vestas 172.071 navnenoterede aktionærer inklusive depotbanker. De navnenoterede aktionærer ejede 92,8 pct. af selskabets aktiekapital. 167.587 danske aktionærer ejede ultimo juni 2013 omkring 59 pct. af Vestas, hvis aktier er 100 pct. frit omsættelige. Vestas ejer 0,7 pct. af aktiekapitalen, der ultimo 2012 udgjorde 1.455.813 aktier svarende til EUR 48 mio. Aktierne er købt i henholdsvis 2006, 2007, 2009 og 2011.
I forbindelse med fyringen af adm. direktør Ditlev Engel eksploderede handlen med Vestas'-aktier den 21. august 2013 – den dag blev der handlet for mere 655 millioner kroner aktier.

## Økonomisk krise
Vestas har gennem mange år gået for at være en økonomisk gigant på den danske scene, men heller ikke Vestas slap uden om den økonomiske krise i slutningen af 2000'erne, da ledelsen i april 2009 meddelte, at der skulle afskediges 1.900 medarbejdere, deraf 1.275 i Danmark. Den 26. oktober 2010 gennemførte Vestas en større fyringsrunde, idet 3.000 medarbejdere, heraf knap 2.000 i Danmark blev afskediget. Samtidig blev det annonceret, at produktionen i Rudkøbing, Nakskov, Skagen og Viborg vil blive nedlagt. Dette vurderes som en katastrofe for udkantsområderne i Danmark.
I 2012 blev yderligere 2.335 stillinger nedlagt, primært i administrationen og produktionen i hele Europa – heraf 1.300 i Danmark og Vestas' datterselskab Vestas Towers i Varde lukkede. Som led i en spareplan lukkede Vestas kontorerne i Randers og København, og flyttede dem til selskabets hovedkontor i Aarhus. Vestas har også meldt ud, at der i løbet af 2013 skal skæres stillinger væk, så selskabet ved udgangen af 2013 vil beskæftige omkring 16.000 ansatte.
På trods af de kriseramte år for Vestas, formåede selskabet alligevel at vende kursen i 2013. Siden da har Vestas' aktie være stødt stigende i kurs, og i 2020 steg aktien med 140 .

## Administrerende direktør siden 1928
- 1928-1984 grundlægger Peder Hansen
- 1984-1986 Finn Hansen
- 1986-2002: Johannes Poulsen
- 2002-2005: Svend Sigaard
- 2005-2013: Ditlev Engel
- 2013–2019: Anders Runevad
- 2019-: Henrik Andersen[25]